# 折居駅
折居駅（おりいえき）は、島根県浜田市西村町にある、西日本旅客鉄道（JR西日本）山陰本線の駅である。特急は全て通過するが、 以前は快速「アクアライナー」が全て停車していた。 

## 歴史

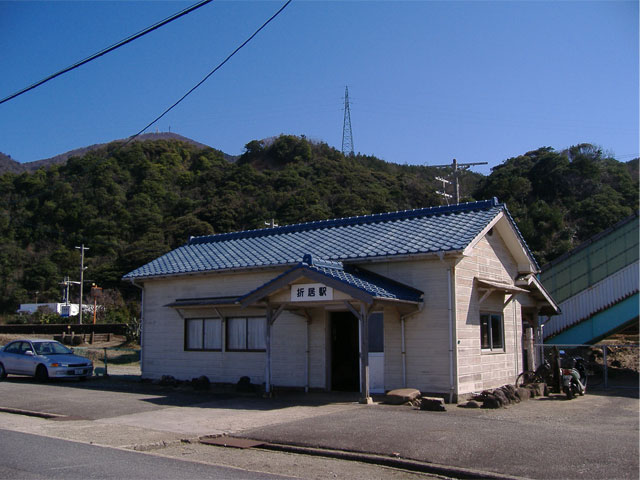
再塗装前の駅舎（2007年3月）

- 1924年（大正13年）4月1日：鉄道省山陰本線周布駅 - 三保三隅駅間に新設開業[1]。旅客・小手荷物のみ取扱[1]。
- 1939年（昭和14年）4月20日：貨物取扱開始[2]。
- 1947年（昭和22年）7月1日：車扱貨物取扱開始[3]。
- 1962年（昭和37年）10月1日：貨物取扱廃止[4]。
- 1984年（昭和59年）2月1日：荷物扱い廃止[4]。
- 1985年（昭和60年）3月14日：無人駅化[5]。
- 1987年（昭和62年）4月1日：国鉄分割民営化に伴い、西日本旅客鉄道（JR西日本）の駅となる[4]。
- 2019年（令和元年）7月27日：駅舎外壁が塗替えられる[6]。

## 駅構造

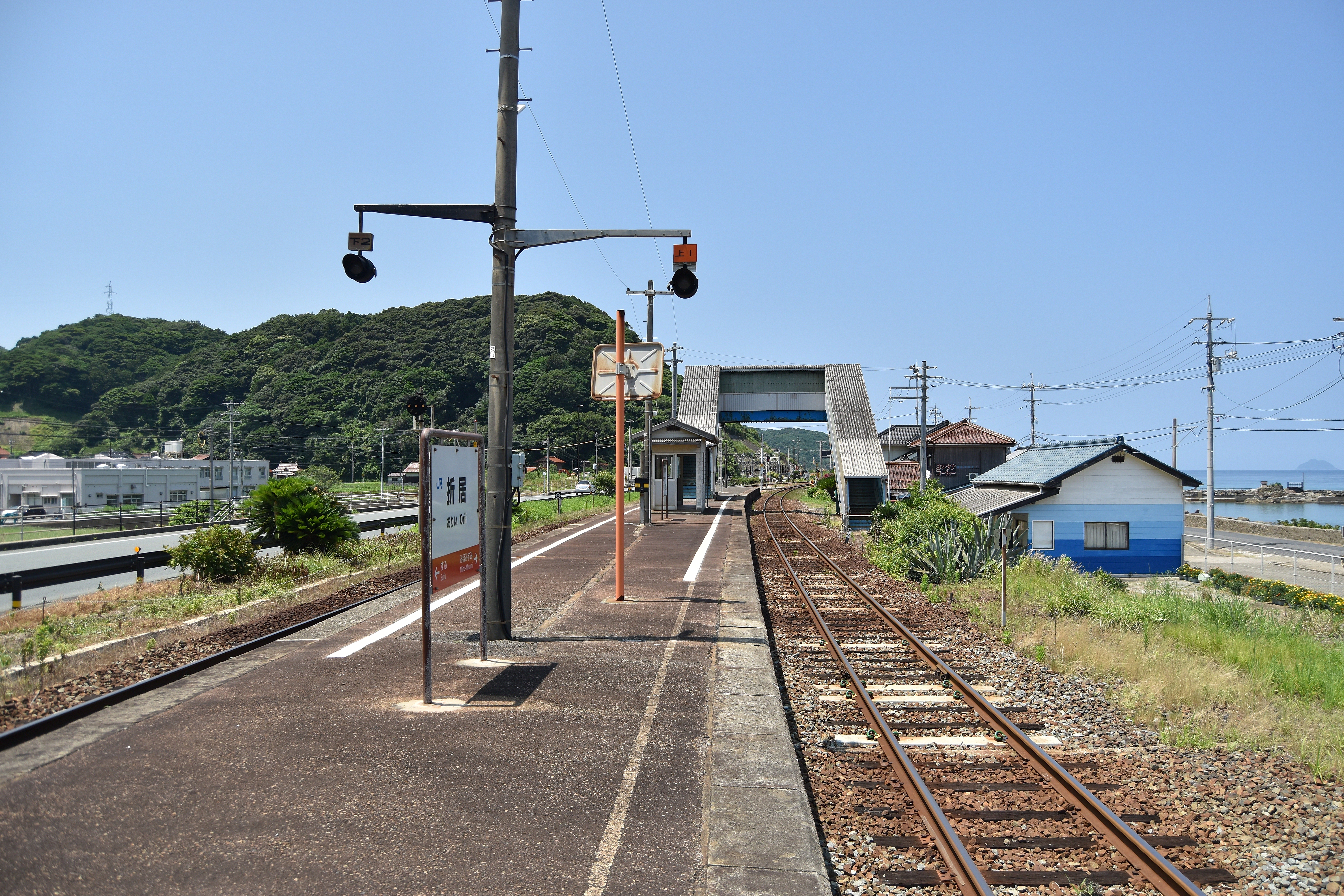
山陰本線折居駅プラットホーム（2023年7月）

島式ホーム1面2線と保線用側線1本を有する列車交換可能な地上駅。木造駅舎を備える。
浜田鉄道部管理の無人駅。以前は海側にあった駅舎内に乗車駅証明書発行機が設置されていた。駅舎は2019年に外壁塗装を海と空をイメージした塗装に塗替えられている。駅舎からホームへは跨線橋で連絡しており、ホームには待合室が設置されている。なお、当駅にはトイレは設置されていない。

### のりば
| のりば | 路線     | 方向 | 行先             |
| ------ | -------- | ---- | ---------------- |
| 1      | 山陰本線 | 上り | 浜田・出雲市方面 |
| 2      | 山陰本線 | 下り | 益田・新山口方面 |

- ホームにのりば番号標が整備されており、列車運転指令上の番線番号同様に駅舎側（上り）を1番のりばとしている。

## 利用状況
2021年度の1日平均乗車人員は7人である。2004年度は21人、1994年度は61人、1984年度は81人であった。
1999年度以降の1日平均乗車人員の推移は以下の通り。
| 乗車人員推移 | 乗車人員推移 |
| 年度         | 1日平均人数  |
| ------------ | ------------ |
| 1999         | 38           |
| 2000         | 39           |
| 2001         | 37           |
| 2002         | 38           |
| 2003         | 29           |
| 2004         | 21           |
| 2005         | 19           |
| 2006         | 19           |
| 2007         | 20           |
| 2008         | 15           |
| 2009         | 11           |
| 2010         | 12           |
| 2011         | 11           |
| 2012         | 10           |
| 2013         | 8            |
| 2014         | 8            |
| 2015         | 6            |
| 2016         | 11           |
| 2017         | 10           |
| 2018         | 10           |
| 2019         | 8            |
| 2020         | 6            |
| 2021         | 7            |
| 2022         | 7            |

## 駅周辺
- 浜田市国民健康保険大麻診療所
- 大麻山
- 大麻簡易郵便局
- 折居海水浴場
- 国道9号
- 島根県道303号一の瀬折居線

## 隣の駅
西日本旅客鉄道（JR西日本）
 山陰本線
周布駅 - 折居駅 - 三保三隅駅

#### 統計資料
1. ↑  “島根県統計書”. しまね統計情報データベース.   島根県政策企画局. 2025年2月3日閲覧。